# Шан (Эна)
Шан (фр. Champs) — коммуна во Франции, находится в регионе Пикардия. Департамент коммуны — Эна. Входит в состав кантона Вик-сюр-Эн. Округ коммуны — Лан.
Код INSEE коммуны — 02159.

## Население
Население коммуны на 2010 год составляло 293 человека.
| 1962 | 1968 | 1975 | 1982 | 1990 | 1999 | 2010 |
| ---- | ---- | ---- | ---- | ---- | ---- | ---- |
| 411  | 367  | 334  | 300  | 291  | 275  | 293  |

## Экономика
В 2010 году среди 181 человека трудоспособного возраста (15—64 лет) 135 были экономически активными, 46 — неактивными (показатель активности — 74,6 %, в 1999 году было 65,2 %). Из 135 активных жителей работали 110 человек (57 мужчин и 53 женщины), безработных было 25 (17 мужчин и 8 женщин). Среди 46 неактивных 16 человек были учениками или студентами, 11 — пенсионерами, 19 были неактивными по другим причинам.